# Knud Aage Jacobsen
Knud Aage Jacobsen (* 26. Mai 1914 in Kopenhagen; † 29. Dezember 1987 in Malta) war ein dänischer Radrennfahrer.

## Sportliche Laufbahn
Er war Teilnehmer der Olympischen Sommerspiele 1936 in Berlin. Bei den Spielen schied er im olympischen Straßenrennen beim Sieg von Robert Charpentier aus. Die dänische Mannschaft kam nicht in die Mannschaftswertung. 
Als Amateur gewann er einige der wichtigsten dänischen Eintagesrennen, wie die Sjælland Rundt 1932 und 1934, ein Rennen, das damals über mehr als 300 Kilometer führte. 1932 siegte er auch im Midsommer løbet und 1935 im Großen Preis von Kalundborg vor Frode Sørensen. In der Meisterschaft der Nordischen Länder gewann er 1935 und 1936 den Titel in der Mannschaftswertung im Bahnradsport, 1936 siegte er im Einzelzeitfahren.
Von 1936 bis 1946 sowie in der Saison 1951 fuhr er als Berufsfahrer, einige Jahre hatte er einen Vertrag im deutschen Radsportteam Wanderer. Er bestritt die Deutschland-Rundfahrt mehrfach und gewann 1938 die 14. Etappe, im Endklassement wurde er 28.

## Berufliches
Beruflich war er als Mechaniker, später als Fahrlehrer tätig. Nach seiner Profikarriere arbeitete er als Trainer für das Monark-Team.